# Byns enda blondin (sång)
"Byns enda blondin" är en sång skriven av Niklas Strömstedt. Den sjungs ur en brevbärares perspektiv och spelades in av Sven-Ingvars, och utgavs på singel 1994, samt fungerade som titelspår på albumet med samma namn samma år.
I videon till låten medverkar skådespelaren Louise Edlind Friberg.
Den låg på Svensktoppen i 15 veckor under perioden 5 mars-11 juni 1994.
Den finns också inspelad av Fagrells (1995) och Niklas Strömstedt själv (1998).

### Fotnoter
1. ↑  ”Byns enda blondin”. Svensk mediedatabas. 26 februari 1994. http://smdb.kb.se/catalog/id/001504547. Läst 8 juni 2013.
2. ↑  ”Byns enda blondin”. Svensk mediedatabas. 26 februari 1994. http://smdb.kb.se/catalog/id/001504957. Läst 8 juni 2013.
3. ↑  https://www.youtube.com/watch?v=ZTWcILYZJtQ
4. ↑  ”Svensktoppen”. Sveriges Radio. 26 februari 1994. http://sverigesradio.se/Diverse/AppData/Isidor/files/2023/3490.txt. Läst 8 juni 2013.
5. ↑  ”Fryksdalsdansen-95”. Svensk mediedatabas. 26 februari 1995. http://smdb.kb.se/catalog/id/001525522. Läst 8 juni 2013.
6. ↑  ”Oslagbara”. Svensk mediedatabas. 26 februari 1998. http://smdb.kb.se/catalog/id/001518436. Läst 8 juni 2013.